# Galamadammen Akwadukt
Het Galamadammen Akwadukt, ook vaak afgekort tot Galamadammen, is een aquaduct dat is gebouwd op de kruising van de N359 en het Johan Frisokanaal. Het is vernoemd naar de buurtschap Galamadammen dat nabij Koudum ligt in de Nederlandse provincie Friesland. Het aquaduct werd op 7 november 2007 opengesteld voor verkeer.
Met de bouw werd begonnen in december 2005. Het aquaduct bestaat achtereenvolgens uit een zuidoostelijke oprit van 193 meter, een gesloten tunneldeel van 73 meter en een noordwestelijke oprit van 203 meter. De totale lengte bedraagt daarmee 469 meter. Details: Aantal heipalen: 282, aantal Gewi-palen: 107.

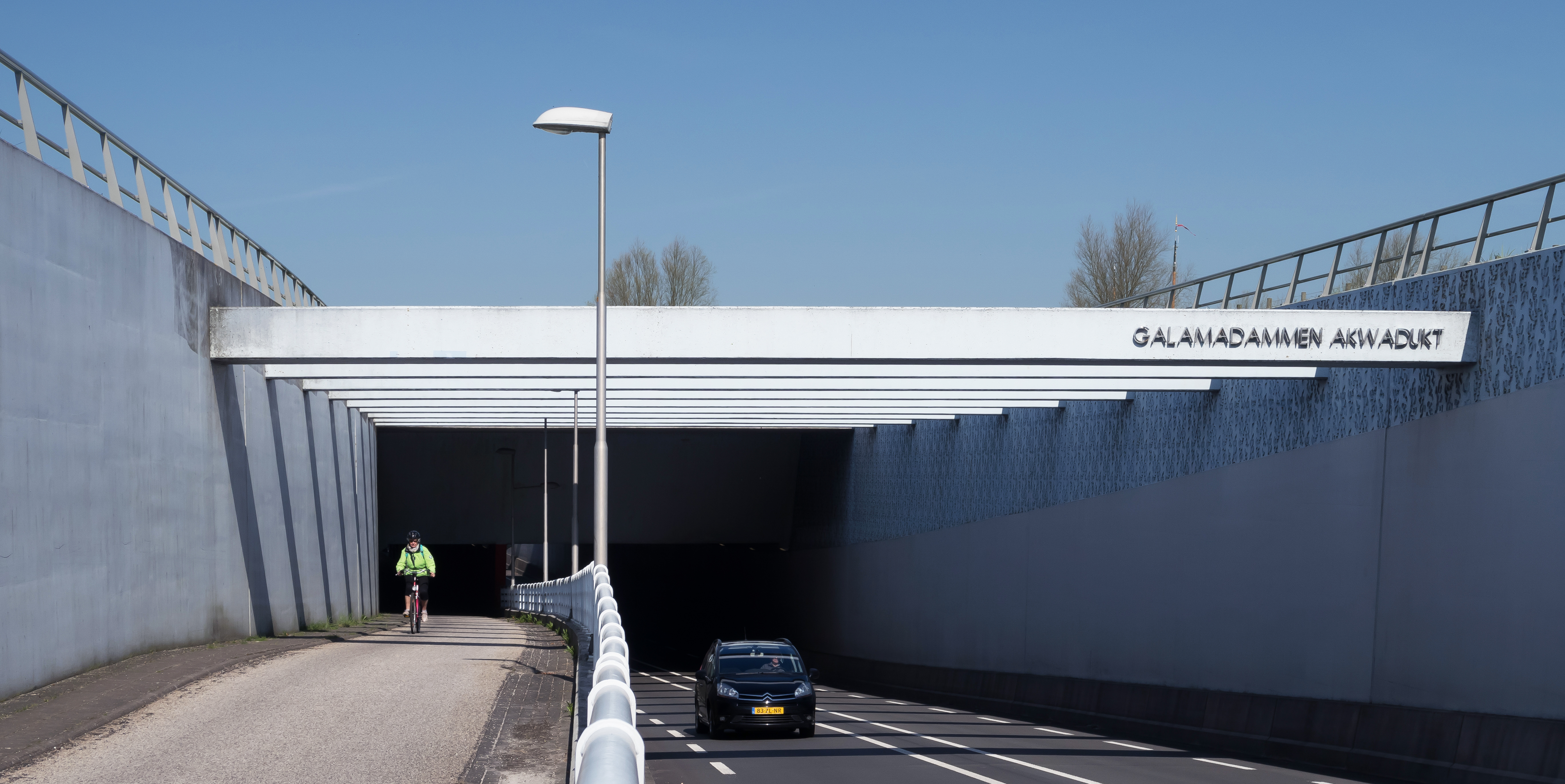
Het Galamadammen Akwadukt

Het aquaduct biedt ruimte aan een tweetal rijbanen en een fietspad. Boven de noordwestelijke oprit bevindt zich een voetgangersbrug, welke voetgangers de mogelijkheid biedt om vanuit het naastliggende hotel de provinciale weg over te steken richting de jachthaven. Langs de zuidelijke oever van het Johan Frisokanaal is een ecozone gekomen, waarlangs de fauna gelegenheid krijgt de provinciale weg over te steken. Het gesloten deel is uitgevoerd als zinktunnel, zodat het kruisende  waterverkeer zo weinig mogelijk hinder heeft van de bouwactiviteiten.
De bestaande fietstunnel aan de zuidoostzijde wordt gesloopt en de bestaande fietstunnel aan de noordzijde (ook tunnel Galamadammen genoemd) blijft bestaan. Na ingebruikname van het aquaduct is de bestaande ophaalbrug eveneens gesloopt.